# カンピオナート・カピシャーバ
カンピオナート・カピシャーバ (Campeonato Capixaba) は、ブラジル・エスピリトサント州のサッカーリーグである。エスピリトサント州サッカー連盟 (Federação de Futebol do Estado do Espírito Santo, FES) が主催する。日本ではエスピリトサント州選手権の名称で紹介されることが多い。

## 歴史
1917年から1929年にかけて開催されていたヴィトーリア市選手権 (Campeonato da Cidade de Vitória) が前身で、この大会はヴィトーリアを本拠地とするクラブのみが参加していた。1930年に参加クラブがエスピリトサント州所在クラブに広げられ、名称もカンピオナート・カピシャーバに変更し、現在に至る。

## 大会方式
2016年シーズン
- ファーストステージ - 10チームを2つのグループに分け、2回総当りのリーグ戦をホーム・アンド・アウェーで行う。各グループ上位3チームがセカンドステージへ進む。
- セカンドステージ - ファーストステージを勝ち上がった6チームによる2回総当りのリーグ戦をホーム・アンド・アウェーで行う。上位2チームがファイナルステージに進む。尚、ファーストステージの下位4チームも同様の方式を行い、下位2チームがセリエBに降格する。
- ファイナルステージ - セカンドステージを勝ち上がった2チームがホーム・アンド・アウェーの2試合で勝敗を決する。

※ブラジルのほかの州選手権と同様に、大会方式は毎年変わり得る。

## 参加クラブ
2017年シーズン セリエA
- アトレチコ・イタペミリン（ポルトガル語版）
- デスポルチーヴァ
- ドゼ（ポルトガル語版）
- エスピリトサント（ポルトガル語版）
- リニャレスFC（ポルトガル語版）
- レアル・ノロエステ（ポルトガル語版）
- リオ・ブランコ
- サン・マテウス（ポルトガル語版）
- トゥピ（ポルトガル語版）
- ヴィトーリア（ポルトガル語版）

## 歴代優勝クラブ

### ヴィトーリア市選手権
- 1917 アメリカ
- 1918 リオ・ブランコ
- 1919 リオ・ブランコ

- 1920 ヴィトーリア
- 1921 リオ・ブランコ
- 1922 アメリカ

- 1923 アメリカ
- 1924 リオ・ブランコ
- 1925 アメリカ

- 1926 フロリアーノ
- 1927 アメリカ
- 1928 アメリカ

- 1929 リオ・ブランコ

### カンピオナート・カピシャーバ
- 1930 リオ・ブランコ
- 1931 サント・アントニオ
- 1932 ヴィトーリア
- 1933 ヴィトーリア
- 1934 リオ・ブランコ
- 1935 リオ・ブランコ
- 1936 リオ・ブランコ
- 1937 リオ・ブランコ
- 1938 リオ・ブランコ
- 1939 リオ・ブランコ
- 1940 アメリカーノ
- 1941 リオ・ブランコ
- 1942 リオ・ブランコ
- 1943 ヴィトーリア
- 1944 カシアス
- 1945 リオ・ブランコ
- 1946 リオ・ブランコ
- 1947 リオ・ブランコ
- 1948 カショエイロ
- 1949 リオ・ブランコ

- 1950 ヴィトーリア
- 1951 リオ・ブランコ
- 1952 ヴィトーリア
- 1953 サント・アントニオ
- 1954 サント・アントニオ
- 1955 サント・アントニオ
- 1956 ヴィトーリア
- 1957 リオ・ブランコ
- 1958 リオ・ブランコ
- 1959 リオ・ブランコ
- 1960 サント・アントニオ
- 1961 サント・アントニオ
- 1962 リオ・ブランコ
- 1963 リオ・ブランコ
- 1964 デスポルチーヴァ
- 1965 デスポルチーヴァ
- 1966 リオ・ブランコ
- 1967 デスポルチーヴァ
- 1968 リオ・ブランコ
- 1969 リオ・ブランコ

- 1970 リオ・ブランコ
- 1971 リオ・ブランコ
- 1972 デスポルチーヴァ
- 1973 リオ・ブランコ
- 1974 デスポルチーヴァ
- 1975 リオ・ブランコ
- 1976 ヴィトーリア
- 1977 デスポルチーヴァ
- 1978 リオ・ブランコ
- 1979 デスポルチーヴァ
- 1980 デスポルチーヴァ
- 1981 デスポルチーヴァ
- 1982 リオ・ブランコ
- 1983 リオ・ブランコ
- 1984 デスポルチーヴァ
- 1985 リオ・ブランコ
- 1986 デスポルチーヴァ
- 1987 グアラパリ
- 1988 イビラス
- 1989 デスポルチーヴァ

- 1990 コラチーナ
- 1991 ムニス・フレイレ
- 1992 デスポルチーヴァ
- 1993 リニャレスEC
- 1994 デスポルチーヴァ
- 1995 リニャレスEC
- 1996 デスポルチーヴァ
- 1997 リニャレスEC
- 1998 リニャレスEC
- 1999 セーハ
- 2000 デスポルチーヴァ
- 2001 アレグレンセ
- 2002 アレグレンセ
- 2003 セーハ
- 2004 セーハ
- 2005 セーハ
- 2006 ヴィトーリア
- 2007 リニャレスFC
- 2008 セーハ
- 2009 サン・マテウス[1][2]

- 2010 リオ・ブランコ
- 2011 サン・マテウス
- 2012 アラクルス
- 2013 デスポルチーヴァ
- 2014 エストレラ・ド・ノル
- 2015 リオ・ブランコ
- 2016 デスポルチーヴァ

## クラブ別優勝回数
ヴィトーリア市選手権時代も含む
| クラブ                 | 優勝 | 優勝年 |
| ---------------------- | ---- | --- |
| リオ・ブランコ         | 37   | 1918, 1919, 1921, 1924, 1929, 1930, 1934, 1935, 1936, 1937, 1938, 1939, 1941, 1942, 1945, 1946, 1947, 1949, 1951, 1957, 1958, 1959, 1962, 1963, 1966, 1968, 1969, 1970, 1971, 1973, 1975, 1978, 1982, 1983, 1985, 2010, 2015 |
| デスポルチーヴァ       | 18   | 1964, 1965, 1967, 1972, 1974, 1977, 1979, 1980, 1981, 1984, 1986, 1989, 1992, 1994, 1996, 2000, 2013, 2016 |
| ヴィトーリア           | 9    | 1920, 1932, 1933, 1943, 1950, 1952, 1956, 1976, 2006 |
| アメリカ               | 6    | 1917, 1922, 1923, 1925, 1927, 1928 |
| サント・アントニオ     | 6    | 1931, 1953, 1954, 1955, 1960, 1961 |
| セーハ                 | 5    | 1999, 2003, 2004, 2005, 2008 |
| リニャレス             | 4    | 1993, 1995, 1997, 1998 |
| アレグレンセ           | 2    | 2001, 2002 |
| サン・マテウス         | 2    | 2009, 2011 |
| フロリアーノ           | 1    | 1926 |
| アメリカーノ           | 1    | 1940 |
| カシアス               | 1    | 1944 |
| カショエイロ           | 1    | 1948 |
| グアラパリ             | 1    | 1987 |
| イビラス               | 1    | 1988 |
| コラチーナ             | 1    | 1990 |
| ムニス・フレイレ       | 1    | 1991 |
| リニャレスFC           | 1    | 2007 |
| アラクルス             | 1    | 2012 |
| エストレラ・ド・ノルテ | 1    | 2014 |

## コパ・エスピリトサント
コパ・エスピリトサント (Copa Espírito Santo) は、シーズン後半に開催される大会で、翌年度のコパ・ド・ブラジル参加クラブを決定するために行われる。

### 歴代優勝クラブ
- 2003 エストレラ・ド・ノルテ
- 2004 エストレラ・ド・ノルテ
- 2005 エストレラ・ド・ノルテ
- 2006 ヴィラヴェリェンセ
- 2007 ジャグアレー

- 2008 デスポルチーヴァ
- 2009 ヴィトーリア
- 2010 ヴィトーリア
- 2011 レアル・ノロエステ
- 2012 デスポルチーヴァ

- 2013 レアル・ノロエステ
- 2014 レアル・ノロエステ
- 2015 エスピリトサント
- 2016 リオ・ブランコ

### クラブ別優勝回数
| クラブ                 | 優勝 | 優勝年           |
| ---------------------- | ---- | ---------------- |
| エストレラ・ド・ノルテ | 3    | 2003, 2004, 2005 |
| レアル・ノロエステ     | 3    | 2011, 2013, 2014 |
| ヴィトーリア           | 2    | 2009, 2010       |
| デスポルチーヴァ       | 2    | 2008, 2012       |
| ヴィラヴェリェンセ     | 1    | 2006             |
| ジャグアレー           | 1    | 2007             |
| エスピリトサント       | 1    | 2015             |
| リオ・ブランコ         | 1    | 2016             |